# Brixia bohemani
Brixia bohemani är en insektsart som först beskrevs av Stsl 1854.  Brixia bohemani ingår i släktet Brixia och familjen kilstritar.
Artens utbredningsområde är Mauritius. Inga underarter finns listade i Catalogue of Life.